# Superserien för herrar 2025
Superserien 2025 är Sveriges högsta division i amerikansk fotboll för herrar säsongen 2025. Serien spelas från 5 april till 29 juni. Lagen mot de andra lagen i enkelmöten. Vinst ger 2 poäng, oavgjort 1 poäng och förlust 0 poäng.
Efter att serien var avslutad går de fyra bäst placerade lagen vidare till slutspel. SM-slutspelet spelas 5–12 juli.
Nytt lag för året var Danska Copenhagen Towers som gjorde sin debutsäsong i Svenska Superserien. 

## Tabell
| Nr | Lag                          | S | V | O | F | V%    | GM  | IP  | PS   | P  |
| -- | ---------------------------- | - | - | - | - | ----- | --- | --- | ---- | -- |
| 1  | Carlstad Crusaders (RL) (RM) | 8 | 7 | 0 | 1 | 0,875 | 295 | 103 | +192 | 14 |
| 2  | Tyresö Royal Crowns          | 8 | 6 | 0 | 2 | 0,750 | 214 | 141 | +73  | 12 |
| 3  | Örebro Black Knights         | 8 | 6 | 0 | 2 | 0,750 | 292 | 91  | +201 | 12 |
| 4  | Kristianstad Predators       | 8 | 4 | 0 | 4 | 0,500 | 223 | 233 | −10  | 8  |
| 5  | AIK                          | 8 | 4 | 0 | 4 | 0,500 | 174 | 181 | −7   | 8  |
| 6  | Stockholm Mean Machines      | 8 | 4 | 0 | 4 | 0,500 | 221 | 234 | −13  | 8  |
| 7  | Limhamn Griffins             | 8 | 3 | 0 | 5 | 0,375 | 129 | 251 | −122 | 6  |
| 8  | Oslo Vikings                 | 8 | 2 | 0 | 6 | 0,250 | 130 | 234 | −104 | 4  |
| 9  | Copenhagen Towers            | 8 | 0 | 0 | 8 | 0,000 | 106 | 316 | −210 | 0  |

Färgkoder:
|      | – Kvalificerad för mästerskapsslutspel |
| (RL) | – Regerande ligamästare (seriesegrare) |
| (RM) | – Regerande svenska mästare            |

## Matchresultat
| Hemma \ Borta           | AIK     | CC      | CT      | KP      | LG      | OV      | SMM     | TRC    | ÖBK     |
| AIK                     | —       | –       | 28 – 6  | –       | –       | –       | 37 – 42 | 3 – 34 | 10 – 40 |
| Carlstad Crusaders      | –       | —       | 49 – 0  | –       | –       | 35 – 0  | 49 – 13 | –      | 14 – 42 |
| Copenhagen Towers       | –       | –       | —       | –       | 14 – 42 | 22 – 50 | 14 – 55 | 6 – 26 | –       |
| Kristianstad Predators  | –       | –       | 31 – 26 | —       | –       | 21 – 14 | 48 – 29 | –      | 7 – 49  |
| Limhamn Griffins        | 14 – 41 | 0 – 49  | 35 – 18 | 16 – 14 | —       | –       | –       | –      | –       |
| Oslo Vikings            | 19 – 29 | 7 – 27  | –       | 42 – 26 | –       | —       | –       | –      | 0 – 24  |
| Stockholm Mean Machines | 19 – 20 | –       | –       | –       | 42 – 0  | 27 – 7  | —       | 6 – 41 | –       |
| Tyresö Royal Crowns     | 7 – 6   | 13 – 30 | –       | 43 – 34 | –       | 32 – 43 | –       | —      | –       |
| Örebro Black Knights    | –       | 28 – 42 | –       | –       | 44 – 0  | 52 – 0  | 13 – 18 | –      | —       |

## Slutspel

### Semifinal 1
|       | 5 juli 2025 | Carlstad Crusaders | 41 – 0                | Kristianstad Predators | Sola Arena                   |                              |
| 14:00 | 14:00       |                    | (21 – 0) Matchrapport |                        | Publik: 734 Domare: Jim Kaya | Publik: 734 Domare: Jim Kaya |
| 14:00 | 14:00       |                    |                       |                        | Publik: 734 Domare: Jim Kaya | Publik: 734 Domare: Jim Kaya |
| 14:00 | 14:00       |                    |                       |                        | Publik: 734 Domare: Jim Kaya | Publik: 734 Domare: Jim Kaya |

### Semifinal 2
|       | 5 juli 2025 | Tyresö Royal Crowns | 27 – 23               | Örebro Black Knights | Tyresövallen |  |
| 17:00 | 17:00       |                     | (6 – 20) Matchrapport |                      |              |  |
| 17:00 | 17:00       |                     |                       |                      |              |  |
| 17:00 | 17:00       |                     |                       |                      |              |  |

### SM-final
|       | 12 juli 2025 | Carlstad Crusaders | 36–6                | Tyresö Royal Crowns | Sola Arena                     |                                |
| 17:00 | 17:00        |                    | (23–6) Matchrapport |                     | Publik: 1 534 Domare: Jim Kaya | Publik: 1 534 Domare: Jim Kaya |
| 17:00 | 17:00        |                    |                     |                     | Publik: 1 534 Domare: Jim Kaya | Publik: 1 534 Domare: Jim Kaya |
| 17:00 | 17:00        |                    |                     |                     | Publik: 1 534 Domare: Jim Kaya | Publik: 1 534 Domare: Jim Kaya |